# Bessemer, Michigan
Bessemer este o localitate, municipalitate și sediul comitatului Gogebic, statul Michigan, Statele Unite ale Americii.